# Alex Sedrick
Alex Sedrick (28 de fevereiro de 1998) é uma jogadora de rugby sevens estadunidense.

## Carreira
Sedrick jogou rúgbi universitário na Life University. Durante seu tempo com os Running Eagles, ela ganhou vários prêmios, incluindo o MA Sorensen Award.
Sedrick fez sua estreia internacional no Dubai Women's Sevens de 2021. Em 2022, ela também foi selecionada para a equipe dos Estados Unidos para a Copa do Mundo de Rúgbi Sevens na Cidade do Cabo. Elas perderam para a França na final da medalha de bronze e terminaram em quarto lugar geral. Ela foi nomeada para a equipe feminina de sevens dos Estados Unidos para as Olimpíadas de Verão de 2024 em Paris. Seu time derrotou a Austrália na disputa pela medalha de bronze e ganhou a primeira medalha olímpica dos EUA em sevens.